# 山口隆美
山口 隆美（やまぐち たかみ、1948年5月 - ） は、日本の生体工学者、外科医。東北大学名誉教授。
元日本機械学会バイオエンジニアリング部門長。文部科学大臣表彰科学技術賞受賞。

## 人物・経歴
1948年、福島県出身。
1967年、福島県立会津高等学校卒業。
1973年に東北大学医学部卒業後、財団法人・竹田綜合病院外科で外科医となった。その後、心臓外科医になることを志して上京。
1976年、東京女子医科大学附属第2病院循環器外科助手。
1977年東京女子医科大学附属日本心臓血圧研究所理論外科助手。
1980年、東京女子医科大学医学博士。
1981年、東京大学工学博士、ロンドン大学インペリアル・カレッジ・ロンドン留学。
1984年、国立循環器病センター研究所脈管生理部脈管病態生理研究室長。
1991年、東海大学開発工学部医用生体工学科教授。
1997年、名古屋工業大学大学院工学研究科生産システム工学専攻教授。
2001年、東北大学大学院工学研究科機械電子工学専攻教授。
2003年、東北大学大学院工学研究科バイオロボティクス専攻計算生体力学分野教授。
2005年、日本機械学会バイオエンジニアリング部門長、Asian-Pacific Association for Biomechanics 代表。
2006年、日本学術会議連携会員。

## 受賞歴
- 1979年日本エム・イー学会研究奨励賞[7]
- 1998年日本機械学会バイオエンジニアリング部門業績賞[7]
- 2009年日本機械学会教育賞[7]
- 2010年日本工学教育協会賞[7]
- 2010年文部科学大臣表彰科学技術賞[7]
- 2011年日本機械学会バイオエンジニアリング部門功績賞[7]